# F3 giapponese 2009
La stagione 2009 dell'All-Japan Formula 3 fu la 31ª del campionato di Formula 3 giapponese. È iniziata il 4 aprile e terminata il 27 settembre.
Marcus Ericsson è stato il primo pilota svedese a diventarne il campione, dopo una battaglia terminata solo all'ultimo appuntamento disputato sul circuito di Sugo. Ericsson ha ottenuto 112 punti, precedendo il suo compagno di scuderia, Takuto Iguchi con 103 punti, e Yuji Kunimoto con 97.

## Piloti e team
| Team                     | Telaio                 | No | Pilota               | Classe | Gare       |
| ------------------------ | ---------------------- | -- | -------------------- | ------ | ---------- |
| Petronas Team TOM'S      | F308-Toyota-TOM'S      | 1  | Marcus Ericsson      | C      | Tutte      |
| Petronas Team TOM'S      | F308-Toyota-TOM'S      | 36 | Takuto Iguchi        | C      | Tutte      |
| Petronas Team TOM'S      | F308-Toyota-TOM'S      | 37 | Yuji Kunimoto        | C      | Tutte      |
| Toda Racing              | F308- Mugen-Honda      | 2  | Kei Cozzolino        | C      | Tutte      |
| Hanashima Racing         | F306- Toyota-TOM'S     | 5  | Katsuaki Kubota      | N      | Tutte      |
| HFDP Racing              | F307- Toyota-TOM'S     | 7  | Naoki Yamamoto       | N      | Tutte      |
| HFDP Racing              | F307- Toyota-TOM'S     | 8  | Takashi Kobayashi    | N      | Tutte      |
| ThreeBond Racing         | F309- Nismo Nissan     | 12 | Hironobu Yasuda      | C      | Tutte      |
| Aim Sports               | F307/305- Toyota-TOM'S | 18 | Yuhi Sekiguchi       | N      | 1-7        |
| Aim Sports               | F307/305- Toyota-TOM'S | 18 | Ryuji Yamamoto       | N      | 8          |
| Achievement by KCMG      | F307- Toyota-TOM'S     | 19 | Yoshitaka Kuroda     | N      | Tutte      |
| Achievement by KCMG      | F307- Toyota-TOM'S     | 20 | Alexandre Imperatori | N      | Tutte      |
| Team Nova                | F306- Toyota-TOM'S     | 22 | Katsumasa Chiyo      | N      | Tutte      |
| Team Nova                | F306- Toyota-TOM'S     | 23 | Kimiya Satō          | N      | Tutte      |
| Now Motor Sport          | F308- Toyota-TOM'S     | 33 | Yuki Iwasaki         | C      | Tutte      |
| Denso Team Le Beausset   | F308- Toyota-TOM'S     | 62 | Kōki Saga            | C      | Tutte      |
| CMS Motor Sports Project | F306- Toyota-TOM'S     | 77 | Tatsuru Noro         | N      | 1, 4, 6, 8 |
| CMS Motor Sports Project | F306- Toyota-TOM'S     | 77 | Hiroshi Koizumi      | N      | 2-3, 5, 7  |

| Icona | Classe     |
| ----- | ---------- |
| C     | Campionato |
| N     | Nazionale  |

- Tutte le vetture sono Dallara.

## Risultati e classifiche

### Risultati
| Gara | Gara | Circuito           | Pole Position        | GPV             | Vincitore       | Vettura              | Team                |
| ---- | ---- | ------------------ | -------------------- | --------------- | --------------- | -------------------- | ------------------- |
| 1    | G1   | Fuji Speedway      | Marcus Ericsson      | Marcus Ericsson | Takuto Iguchi   | Dallara-Toyota TOM'S | Petronas Team TOM'S |
| 1    | G2   | Fuji Speedway      | Takuto Iguchi        | Marcus Ericsson | Takuto Iguchi   | Dallara-Toyota TOM'S | Petronas Team TOM'S |
| 2    | R1   | Circuito di Aida   | Hironobu Yasuda      | Marcus Ericsson | Takuto Iguchi   | Dallara-Toyota TOM'S | Petronas Team TOM'S |
| 2    | G2   | Circuito di Aida   | Yuji Kunimoto        | Kimiya Satō     | Hironobu Yasuda | Dallara-Nismo Nissan | ThreeBond Racing    |
| 3    | G1   | Circuito di Suzuka | Alexandre Imperatori | Yuji Kunimoto   | Marcus Ericsson | Dallara-Toyota TOM'S | Petronas Team TOM'S |
| 3    | G2   | Circuito di Suzuka | Yuji Kunimoto        | Takuto Iguchi   | Yuji Kunimoto   | Dallara-Toyota TOM'S | Petronas Team TOM'S |
| 4    | G1   | Fuji Speedway      | Yuji Kunimoto        | Marcus Ericsson | Yuji Kunimoto   | Dallara-Toyota TOM'S | Petronas Team TOM'S |
| 4    | G2   | Fuji Speedway      | Marcus Ericsson      | Yuji Kunimoto   | Marcus Ericsson | Dallara-Toyota TOM'S | Petronas Team TOM'S |
| 5    | G1   | Circuito di Suzuka | Kei Cozzolino        | Marcus Ericsson | Yuji Kunimoto   | Dallara-Toyota TOM'S | Petronas Team TOM'S |
| 5    | G2   | Circuito di Suzuka | Marcus Ericsson      | Marcus Ericsson | Marcus Ericsson | Dallara-Toyota TOM'S | Petronas Team TOM'S |
| 6    | G1   | Twin Ring Motegi   | Marcus Ericsson      | Marcus Ericsson | Marcus Ericsson | Dallara-Toyota TOM'S | Petronas Team TOM'S |
| 6    | G2   | Twin Ring Motegi   | Kei Cozzolino        | Kei Cozzolino   | Kei Cozzolino   | Dallara-Mugen Honda  | Toda Racing         |
| 7    | R1   | Autopolis          | Takuto Iguchi        | Takuto Iguchi   | Takuto Iguchi   | Dallara-Toyota TOM'S | Petronas Team TOM'S |
| 7    | G2   | Autopolis          | Takuto Iguchi        | Takuto Iguchi   | Takuto Iguchi   | Dallara-Toyota TOM'S | Petronas Team TOM'S |
| 8    | R1   | Sportsland SUGO    | Yuji Kunimoto        | Marcus Ericsson | Yuji Kunimoto   | Dallara-Toyota TOM'S | Petronas Team TOM'S |
| 8    | G2   | Sportsland SUGO    | Marcus Ericsson      | Marcus Ericsson | Marcus Ericsson | Dallara-Toyota TOM'S | Petronas Team TOM'S |

- Tutte le corse sono disputate in Giappone.

### Classifica Piloti
- I punti sono assegnati secondo lo schema seguente

| Punti | 10 | 7 | 5 | 3 | 2 | 1 | 1 | 1 |

| Pos              | Pilota               | FUJ 1      | FUJ 2      | AID 1      | AID 2      | SUZ 1      | SUZ 2      | FUJ 1      | FUJ 2      | SUZ 1      | SUZ 2      | MOT 1      | MOT 2      | AUT 1      | AUT 2      | SUG 1      | SUG 2      | Punti      |
| Campionato       | Campionato           | Campionato | Campionato | Campionato | Campionato | Campionato | Campionato | Campionato | Campionato | Campionato | Campionato | Campionato | Campionato | Campionato | Campionato | Campionato | Campionato | Campionato |
| ---------------- | -------------------- | ---------- | ---------- | ---------- | ---------- | ---------- | ---------- | ---------- | ---------- | ---------- | ---------- | ---------- | ---------- | ---------- | ---------- | ---------- | ---------- | ---------- |
| 1                | Marcus Ericsson      | 2          | 3          | 10         | 10         | 1          | 2          | 2          | 1          | 5          | 1          | 1          | 5          | 2          | 6          | 2          | 1          | 112        |
| 2                | Takuto Iguchi        | 1          | 1          | 1          | 9          | 2          | 3          | 3          | 2          | 6          | 2          | 3          | 4          | 1          | 1          | 3          | Rit        | 103        |
| 3                | Yuji Kunimoto        | 3          | 2          | 2          | 8          | 3          | 1          | 1          | 3          | 1          | 4          | 5          | 2          | 5          | 7          | 1          | 3          | 97         |
| 4                | Kei Cozzolino        | 4          | 4          | 4          | 4          | 5          | 5          | 5          | Rit        | 2          | 5          | 2          | 1          | 4          | 3          | 4          | 4          | 66         |
| 5                | Hironobu Yasuda      | 7          | 16         | 5          | 1          | 4          | 4          | Rit        | 4          | 3          | Rit        | 4          | 3          | 6          | 2          | 5          | 2          | 53         |
| 6                | Kōki Saga            | 5          | 5          | 11         | 14         | Rit        | 6          | 4          | 5          | 4          | 3          | 6          | 6          | 3          | 4          | 6          | 12         | 30         |
| 7                | Yuki Iwasaki         | 6          | 6          | 9          | 2          | NQ         | NQ         | 6          | 14         | 7          | 6          | 7          | 7          | 7          | 5          | 7          | 11         | 18         |
| Classe Nazionale |                      |            |            |            |            |            |            |            |            |            |            |            |            |            |            |            |            |            |
|                  | Yuhi Sekiguchi       | 8          | 7          | 3          | 5          | 12         | 14         | 15         | Rit        | 11         | 12         | 10         | 12         | Rit        | 12         |            |            | 0          |
|                  | Kimiya Satō          | 11         | 9          | 7          | 3          | 7          | 11         | 10         | 6          | 10         | 8          | 12         | 10         | 9          | 13         | 8          | 8          | 0          |
|                  | Naoki Yamamoto       | 12         | 8          | Rit        | 6          | 8          | 7          | 7          | 8          | 12         | 7          | 8          | 8          | 8          | 8          | 12         | 5          | 0          |
|                  | Alexandre Imperatori | 14         | 10         | 8          | 15         | 6          | 9          | 8          | 13         | 8          | 11         | 9          | 9          | 12         | 9          | 9          | 13         | 0          |
|                  | Takashi Kobayashi    | 9          | 11         | 6          | 7          | 11         | 10         | 9          | 9          | 9          | 9          | 13         | 14         | 11         | 10         | 13         | 7          | 0          |
|                  | Katsumasa Chiyo      | 10         | 12         | Rit        | 11         | 9          | 8          | 11         | 7          | 14         | 14         | 11         | 11         | 10         | 11         | Rit        | 6          | 0          |
|                  | Yoshitaka Kuroda     | 13         | 13         | 12         | 13         | 10         | 12         | 12         | 10         | 13         | 10         | 14         | 13         | 13         | 14         | 10         | 10         | 0          |
|                  | Katsuaki Kubota      | 16         | 14         | 13         | 16         | Rit        | 13         | 14         | 12         | 16         | 15         | Rit        | 15         | Rit        | 16         | 14         | Rit        | 0          |
|                  | Ryuji Yamamoto       |            |            |            |            |            |            |            |            |            |            |            |            |            |            | 12         | 9          | 0          |
|                  | Hiroshi Koizumi      |            |            | 14         | 12         | 13         | Rit        |            |            | 15         | 13         |            |            | 14         | 15         |            |            | 0          |
|                  | Tatsuru Noro         | 15         | 15         |            |            |            |            | 13         | 11         |            |            | 15         | Rit        |            |            | 15         | 14         | 0          |
| Pos              | Pilota               | FUJ 1      | FUJ 2      | AID 1      | AID 2      | SUZ 1      | SUZ 2      | FUJ 1      | FUJ 2      | SUZ 1      | SUZ 2      | MOT 1      | MOT 2      | AUT 1      | AUT 2      | SUG 1      | SUG 2      | Punti      |

| Colore  | Risultato             |
| ------- | --------------------- |
| Oro     | Vincitore             |
| Argento | 2º posto              |
| Bronzo  | 3º posto              |
| Verde   | Finito a punti        |
| Blu     | Finito senza punti    |
| Viola   | Ritirato (Rit)        |
| Viola   | Non classificato (NC) |
| Rosso   | Non qualificato (NQ)  |
| Nero    | Squalificato (SQ)     |
| Bianco  | Non partito (NP)      |
| Bianco  | Non ha gareggiato     |
| Bianco  | Infortunato (INF)     |
| Bianco  | Escluso (ES)          |
| Bianco  | Gara cancellata (C)   |

### Classifica Team
I punti sono assegnati secondo lo schema seguente:
| Punti | 10 | 7 | 5 | 3 | 2 | 1 |

Prende punti solo la prima vettura giunta al traguardo.
| Pos | Team                   | FUJ 1 | FUJ 2 | AID 1 | AID 2 | SUZ 1 | SUZ 2 | FUJ 1 | FUJ 2 | SUZ 1 | SUZ 2 | MOT 1 | MOT 2 | AUT 1 | AUT 2 | SUG 1 | SUG 2 | Punti |
| --- | ---------------------- | ----- | ----- | ----- | ----- | ----- | ----- | ----- | ----- | ----- | ----- | ----- | ----- | ----- | ----- | ----- | ----- | ----- |
| 1   | Petronas Team TOM'S    | 1     | 1     | 1     | 4     | 1     | 1     | 1     | 1     | 1     | 1     | 1     | 2     | 1     | 1     | 1     | 1     | 150   |
| 2   | Toda Racing            | 4     | 4     | 3     | 3     | 5     | 5     | 5     | Rit   | 2     | 5     | 2     | 1     | 4     | 3     | 4     | 4     | 62    |
| 3   | ThreeBond Racing       | 7     | 7     | 4     | 1     | 4     | 4     | Rit   | 4     | 3     | Rit   | 4     | 3     | 6     | 2     | 5     | 2     | 52    |
| 4   | Denso Team Le Beausset | 5     | 5     | 7     | 7     | Rit   | 6     | 4     | 5     | 4     | 3     | 6     | 6     | 3     | 4     | 6     | 6     | 30    |
| 5   | Now Motor Sport        | 6     | 6     | 5     | 2     | NQ    | NQ    | 6     | 6     | 7     | 6     | 7     | 7     | 7     | 5     | 7     | 5     | 18    |
| Pos | Team                   | FUJ 1 | FUJ 2 | AID 1 | AID 2 | SUZ 1 | SUZ 2 | FUJ 1 | FUJ 2 | SUZ 1 | SUZ 2 | MOT 1 | MOT 2 | AUT 1 | AUT 2 | SUG 1 | SUG 2 | Punti |

### Classifica motoristi
I punti sono assegnati secondo lo schema seguente:
| Punti | 10 | 7 | 5 | 3 | 2 | 1 |

Prende punti solo la prima vettura giunta al traguardo.
| Pos | Motorista    | FUJ 1 | FUJ 2 | AID 1 | AID 2 | SUZ 1 | SUZ 2 | FUJ 1 | FUJ 2 | SUZ 1 | SUZ 2 | MOT 1 | MOT 2 | AUT 1 | AUT 2 | SUG 1 | SUG 2 | Punti |
| --- | ------------ | ----- | ----- | ----- | ----- | ----- | ----- | ----- | ----- | ----- | ----- | ----- | ----- | ----- | ----- | ----- | ----- | ----- |
| 1   | Toyota-TOM'S | 1     | 1     | 1     | 2     | 1     | 1     | 1     | 1     | 1     | 1     | 1     | 2     | 1     | 1     | 1     | 1     | 154   |
| 2   | Mugen-Honda  | 4     | 4     | 3     | 3     | 5     | 5     | 5     | Rit   | 2     | 5     | 2     | 1     | 4     | 3     | 4     | 4     | 62    |
| 3   | Nismo Nissan | 7     | 7     | 4     | 1     | 4     | 4     | Rit   | 4     | 3     | Rit   | 4     | 3     | 6     | 2     | 5     | 2     | 52    |
| 4   | Toyota       | 5     | 5     | 7     | 7     | Rit   | 6     | 4     | 5     | 4     | 3     | 6     | 6     | 3     | 4     | 6     | 6     | 30    |
| Pos | Motorista    | FUJ 1 | FUJ 2 | AID 1 | AID 2 | SUZ 1 | SUZ 2 | FUJ 1 | FUJ 2 | SUZ 1 | SUZ 2 | MOT 1 | MOT 2 | AUT 1 | AUT 2 | SUG 1 | SUG 2 | Punti |

### Classe Nazionale
| Punti | 10 | 7 | 5 | 3 | 2 | 1 | 1 | 1 |

| Pos | Pilota               | FUJ 1 | FUJ 2 | AID 1 | AID 2 | SUZ 1 | SUZ 2 | FUJ 1 | FUJ 2 | SUZ 1 | SUZ 2 | MOT 1 | MOT 2 | AUT 1 | AUT 2 | SUG 1 | SUG 2 | Punti |
| --- | -------------------- | ----- | ----- | ----- | ----- | ----- | ----- | ----- | ----- | ----- | ----- | ----- | ----- | ----- | ----- | ----- | ----- | ----- |
| 1   | Naoki Yamamoto       | 5     | 2     | Rit   | 3     | 3     | 1     | 1     | 3     | 5     | 1     | 1     | 1     | 1     | 1     | 4     | 1     | 121   |
| 2   | Kimiya Satō          | 4     | 3     | 3     | 1     | 2     | 5     | 4     | 1     | 3     | 2     | 5     | 3     | 2     | 6     | 1     | 4     | 89    |
| 3   | Alexandre Imperatori | 7     | 4     | 4     | 8     | 1     | 3     | 2     | 8     | 1     | 5     | 2     | 2     | 5     | 2     | 2     | 7     | 75    |
| 4   | Takashi Kobayashi    | 2     | 5     | 2     | 4     | 6     | 4     | 3     | 4     | 2     | 3     | 6     | 7     | 4     | 3     | 6     | 3     | 62    |
| 5   | Yuhi Sekiguchi       | 1     | 1     | 1     | 2     | 7     | 8     | 9     | Rit   | 4     | 6     | 3     | 5     | Rit   | 5     |       |       | 57    |
| 6   | Katsumasa Chiyo      | 3     | 6     | Rit   | 5     | 4     | 2     | 5     | 2     | 7     | 8     | 4     | 4     | 3     | 4     | Rit   | 2     | 48    |
| 7   | Yoshitaka Kuroda     | 6     | 7     | 5     | 7     | 5     | 6     | 6     | 5     | 6     | 4     | 7     | 6     | 6     | 7     | 3     | 6     | 21    |
| 8   | Ryuji Yamamoto       |       |       |       |       |       |       |       |       |       |       |       |       |       |       | 5     | 5     | 4     |
| 9   | Katsuaki Kubota      | 9     | 8     | 6     | 9     | Rit   | 7     | 8     | 7     | 9     | 9     | Rit   | 8     | Rit   | 9     | 7     | Rit   | 1     |
| 10  | Tatsuru Noro         | 8     | 9     |       |       |       |       | 7     | 6     |       |       | 8     | Rit   |       |       | 8     | 8     | 1     |
| 11  | Hiroshi Koizumi      |       |       | 7     | 6     | 8     | Rit   |       |       | 8     | 7     |       |       | 7     | 8     |       |       | 1     |
| Pos | Pilota               | FUJ 1 | FUJ 2 | AID 1 | AID 2 | SUZ 1 | SUZ 2 | FUJ 1 | FUJ 2 | SUZ 1 | SUZ 2 | MOT 1 | MOT 2 | AUT 1 | AUT 2 | SUG 1 | SUG 2 | Punti |

| Colore  | Risultato             |
| ------- | --------------------- |
| Oro     | Vincitore             |
| Argento | 2º posto              |
| Bronzo  | 3º posto              |
| Verde   | Finito a punti        |
| Blu     | Finito senza punti    |
| Viola   | Ritirato (Rit)        |
| Viola   | Non classificato (NC) |
| Rosso   | Non qualificato (NQ)  |
| Nero    | Squalificato (SQ)     |
| Bianco  | Non partito (NP)      |
| Bianco  | Non ha gareggiato     |
| Bianco  | Infortunato (INF)     |
| Bianco  | Escluso (ES)          |
| Bianco  | Gara cancellata (C)   |

### Classifica Team Cl. Naz.
I punti sono assegnati secondo lo schema seguente:
| Punti | 10 | 7 | 5 | 3 | 2 | 1 |

Prende punti solo la prima vettura giunta al traguardo.
| Pos | Team                     | FUJ 1 | FUJ 2 | AID 1 | AID 2 | SUZ 1 | SUZ 2 | FUJ 1 | FUJ 2 | SUZ 1 | SUZ 2 | MOT 1 | MOT 2 | AUT 1 | AUT 2 | SUG 1 | SUG 2 | Punti |
| --- | ------------------------ | ----- | ----- | ----- | ----- | ----- | ----- | ----- | ----- | ----- | ----- | ----- | ----- | ----- | ----- | ----- | ----- | ----- |
| 1   | HFDP Racing              | 2     | 2     | 2     | 3     | 3     | 1     | 1     | 3     | 2     | 1     | 1     | 1     | 1     | 1     | 4     | 1     | 126   |
| 2   | Team Nova                | 3     | 3     | 3     | 1     | 2     | 2     | 4     | 1     | 3     | 2     | 4     | 3     | 2     | 4     | 1     | 2     | 99    |
| 3   | Achievement by KCMG      | 6     | 4     | 4     | 7     | 1     | 3     | 2     | 5     | 1     | 4     | 2     | 2     | 5     | 2     | 2     | 6     | 75    |
| 4   | Aim Sports               | 1     | 1     | 1     | 2     | 7     | 8     | 9     | Rit   | 4     | 6     | 3     | 5     | Rit   | 5     | 5     | 5     | 54    |
| 5   | CMS Motor Sports Project | 8     | 9     | 7     | 6     | 8     | Rit   | 7     | 6     | 8     | 7     | 8     | Rit   | 7     | 8     | 8     | 8     | 2     |
| 6   | Hanashima Racing         | 9     | 8     | 6     | 9     | Rit   | 7     | 8     | 7     | 9     | 9     | Rit   | 8     | Rit   | 9     | 7     | Rit   | 1     |
| Pos | Team                     | FUJ 1 | FUJ 2 | AID 1 | AID 2 | SUZ 1 | SUZ 2 | FUJ 1 | FUJ 2 | SUZ 1 | SUZ 2 | MOT 1 | MOT 2 | AUT 1 | AUT 2 | SUG 1 | SUG 2 | Punti |